# Kepler-410 Ab
 (janvier 2014).
Si vous disposez d'ouvrages ou d'articles de référence ou si vous connaissez des sites web de qualité traitant du thème abordé ici, merci de compléter l'article en donnant les références utiles à sa vérifiabilité et en les liant à la section « Notes et références ».
Kepler-410 Ab est une planète extrasolaire (exoplanète) en orbite autour de l'étoile Kepler-410 A.

## Découverte
Kepler-410 Ab fut découverte en 2013 par Vincent Van Eylen, doctorant belge à l'université d'Aarhus, à l’aide du télescope Kepler de la NASA.[réf. nécessaire]

## Caractéristiques physiques
L'exoplanète est plus grande que la Terre (2,8 fois le rayon de la planète Terre), d’une taille semblable à celle de Neptune.

## Caractéristiques orbitales
Elle effectue en 17,8 jours une révolution complète autour de son étoile, Kepler-410 A, une étoile plus massive que le Soleil étant aussi l'étoile principale du système Kepler-410[réf. nécessaire].

## Habitabilité
La vie sur cette exoplanète est improbable étant donné qu’elle se situe à une distance de son astre inférieure à celle séparant la Terre et le Soleil, ce qui implique une température à sa surface bien plus élevée. Kepler-410 Ab est située à environ 425 années-lumière de la Terre.[réf. nécessaire]